# Фульнек
Фульнек (чеськ. Fulnek) — місто на сході Чехії, в Мораво-Сілезькому краї, на відстані 30 км від Опави.
Територія міста становить 68,46 км², населення — близько 6 тис. осіб.
Перша згадка про Фульнек відноситься до 1293 року.

## Пам'ятки
- Фульнецький замок (XVI ст.);
- Августинський кляштор (почали будувати у XV столітті);
- Церква Пресвятої Трійці;
- моровий стовп (1749).

У Фульнеку народився відомий німецький диригент Франц Конвічний (Franz Konwitschny).

## Міста-побратими
- Франція — Шатель-сюр-Мозель (Châtel sur Moselle);
- Польща — Лазіска-Гурне (Lemvig);
- Словенія — Лютомер (Ljutomer);
- Словаччина — Сучани (Sučany);
- Угорщина — Тиґлаш (Téglas);
- Словаччина — Врутки (Vrútky).